# Google Panda
Google Panda（グーグル・パンダ）は、2011年2月に最初にリリースされたGoogleの検索結果ランキングアルゴリズムに対する変更のことである。

## 概要
その変更は「低品質サイト」あるいは「薄っぺらいサイト」のランクを下げることを目的としている。特にコンテンツ・ファーム（フリーライターに書かせた大量の低品質な記事を掲載するサイト。検索エンジン最適化を行っており、広告収入を稼ぐことを目的としている）を下げる対象としている。そして、検索結果の最上位付近に高品質サイトを表示する。
CNETはニュースサイトとSNSのランキングが急上昇し、大量の広告を含むサイトのランキングが低下していることを報じている。この変更は全検索結果のほぼ12%のランキングに影響したと伝えられている。
Pandaが初公開されてまもなく、Googleウェブマスターフォーラムを含んだ多くのウェブサイトは、スクレイパーズ（Scrapers : 他人のサイトの内容をコピーをする人）と著作権侵害者がオリジナルのサイトよりも上位のランキングを得ているという苦情を解消するかのようにランキングされるようになった。一時、Googleはスクレイパーズの検出を改善するためにスクレイパーズに関する情報提供をユーザーに求めたことがある。
2016年にマット・カッツ（Googleのスパム対策チームのリーダー）は、「Pandaによって、Googleはいくつかのパートナーを通じて十分大きな利益を得ました。Googleは収支報告書上で非常に影響力のあるものとしてPandaを公開する必要が実際にあったのです。しかし、私はPandaを開始したことは正しい決定だと信じています。我々のユーザーとの長期間の信頼のためであり、サイト運営者のためのより良いエコシステムのためでもあります。」と説明した。
Google Panda は2011年2月に最初に公開されてから数回の更新をされた。そして、2011年4月にその影響は全世界に及ぶようになった。影響を受けたサイト運営者を援助するためにGoogleはブログ上に助言を提供した。このようにウェブサイトの品質の自己評価のための手段を提供している。Googleはそのブログにて23の箇条書きの一覧を提供してきた。そのブログはウェブ管理者がGoogleの考え方を理解できるように想定された「高品質サイトとして何が重要か？」という疑問に回答している。
"Panda"という名前はGoogleの技術者ナヴニート・パンダに由来している。彼はそのアルゴリズムを作成・実装することをGoogleに可能にさせる技術の開発をした。

## ランキングの要因
2012年9月28日に申請された Google Panda の特許（特許8,682,892）は、2014年3月25日に認可された。
その特許は Google Panda があるサイトのバックリンク（あるサイトに向けて他のサイトから設置されたリンク）とそのサイトのブランドに対する参照クエリと検索クエリを用いてある比率を生成すると述べている。それから、その比率はサイト全体の変更係数（modification factor）を生成するために使われる。さらにそのサイト全体の変更係数は、検索クエリに基づいた1ページ毎の変更係数を生成するために使われる。もしもそのページがある一定のしきい値に到達しなかったら、その変更係数が利用される。その結果、そのページは検索エンジンの結果表示で低いランクになる。
Google Panda はサイトの内の個々のページよりもむしろサイト全体あるいは特定部分のランキングに影響した。

## 更新
最初の2年間の間、Google Panda の更新（パンダ・アップデート）はほぼ月に1回行われていた。しかし、2013年3月にGoogleは将来の更新はGoogleのアルゴリズムに統合されるので、重要性と連続性は低下すると述べた。
Googleは2015年7月18日にPanda 4.2の遅い更新を行った。